# Geschichte von Syracuse (New York)
Syracuse ist eine Stadt im Bundesstaat New York (Central New York), die sich auf dem ehemaligen Land der Onondaga-Nation befindet. Sie wurde 1825 offiziell als Dorf gegründet und stand in den letzten zwei Jahrhunderten an einer wichtigen Kreuzung: zuerst am Eriekanal und seinen Nebenkanälen, dann am Eisenbahnnetz. Die Stadt wuchs auf der Grundlage ihrer Salz- und Chemieindustrie und gewann später an Bedeutung als Zentrum für Produktion und Maschinenbau. Obwohl die Relevanz dieser Industrien zurückgegangen ist, ist die Stadt nach wie vor das Wirtschafts- und Bildungszentrum von Central New York, einer Region mit über einer Million Einwohnern; die Einwohnerzahl der Stadt ist jedoch seit dem Höhepunkt in den 1950er Jahren rückläufig.

## Frühe Geschichte

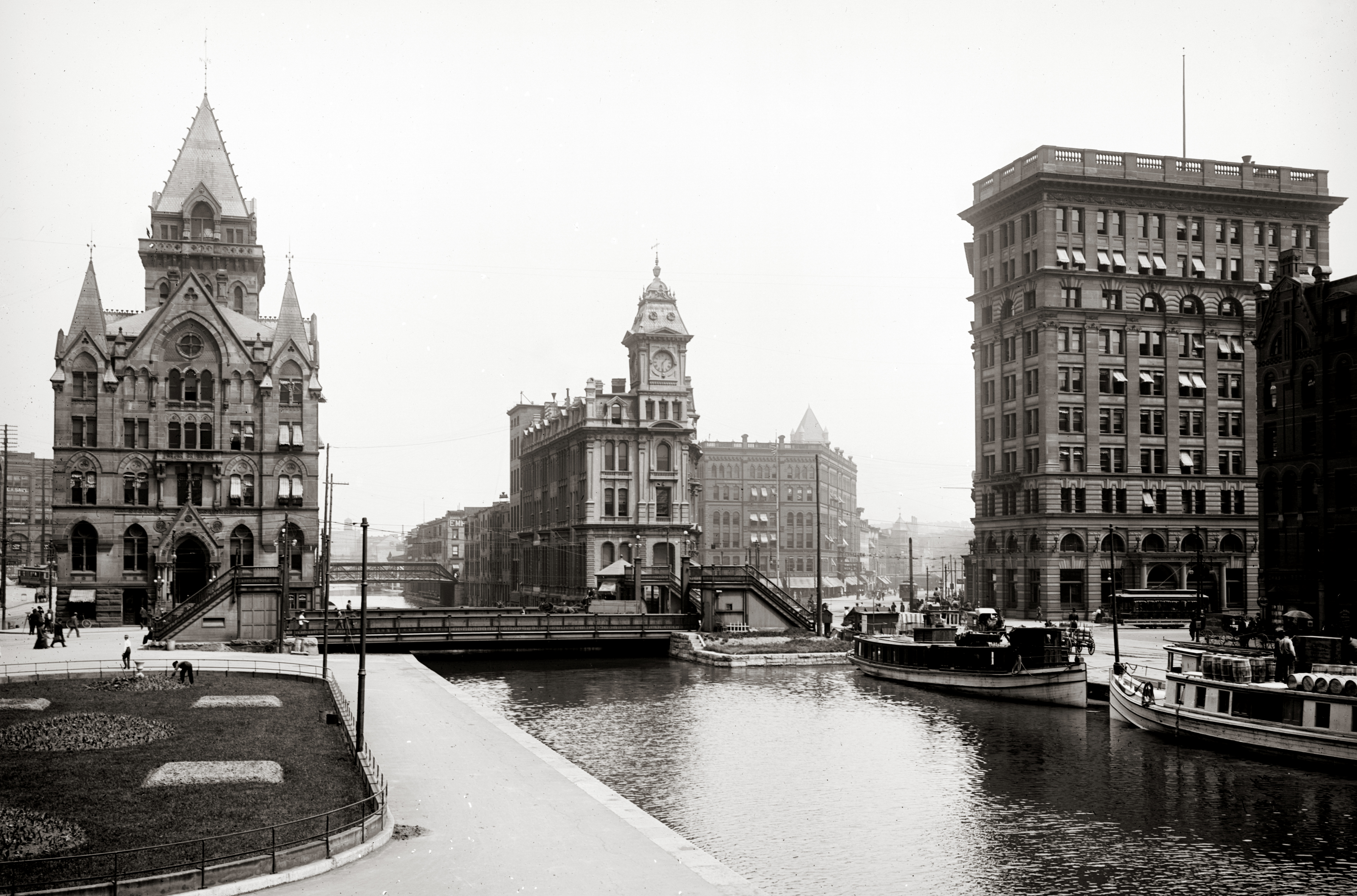
Salina Street am Eriekanal

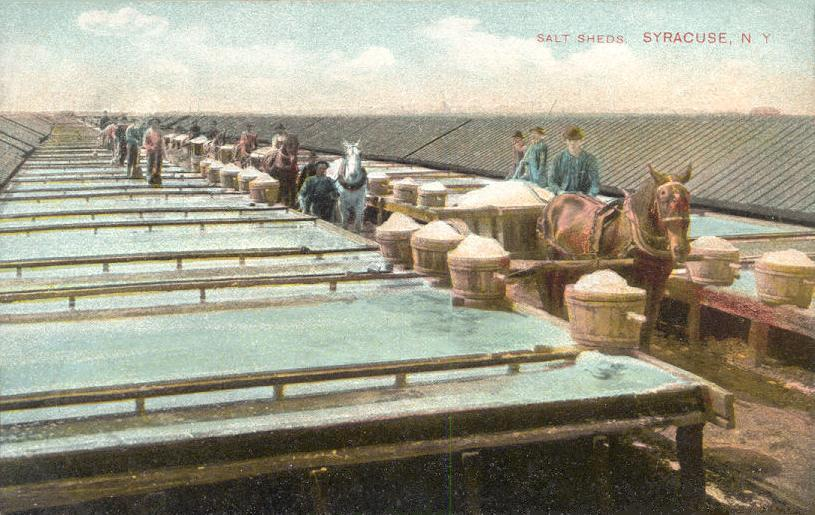
Salzgewinnung ca. 1908

Das Gebiet von Syracuse wurde von den Europäern zum ersten Mal gesehen, als französische Missionare im 16. Jahrhundert ankamen. Eine Gruppe von Jesuitenpriestern, Soldaten und Waldläufern (Coureurs des bois, darunter Pierre Esprit Radisson) richtete auf Einladung der Onondaga-Nation, einem der fünf konstituierenden Mitglieder der Irokesenkonföderation, eine Mission ein. Sie war bekannt als Sainte Marie de Gannentaha (Saint Marie Among the Iroquois) und lag am Nordostufer des Onondaga-Sees.
Die Mission wurde aber bald wieder aufgegeben, nachdem die Mohawk den Onondaga androhten, dass es besser sei, deren Beziehungen zu den Franzosen abzubrechen. Ansonsten würden die Siedler ein schreckliches Schicksal erleiden. Als die Männer in der Mission davon hörten, flohen sie bei Nacht, nachdem sie weniger als zwei Jahre dort gelebt hatten. Die Überreste der Mission befinden sich unter einem Restaurant im nahegelegenen Liverpool, New York, wo ein Museum für lebendige Geschichte die Mission nachbildet.
Kurz nach dem Amerikanischen Unabhängigkeitskrieg kamen mehr Siedler in das Gebiet, vor allem, um mit der indigenen Bevölkerung, der Onondaga-Nation, Handel zu treiben. Ephraim Webster verließ die kontinentale Armee, um sich dort 1784 zusammen mit Asa Danforth, einem weiteren revolutionären Kriegshelden, niederzulassen. Vier Jahre später folgte ihnen Comfort Tyler, dessen Ingenieurskunst wesentlich zur regionalen Entwicklung beitrug. Alle drei ließen sich in Onondaga Hollow nieder, südlich des heutigen Stadtzentrums, das damals Sumpfgebiet war.
Jesuitenmissionare, die Mitte des 19. Jahrhunderts die Region Syracuse besuchten, berichteten von Solequellen am südlichen Ende des Salt Lake, heute bekannt als Onondaga-See. 1788 schufen der Vertrag von Fort Stanwix und die anschließende Ausweisung des Gebietes als Onondaga Salt Springs Reservat durch den Staat New York, die Grundlage für die gewerbliche Salzproduktion von Ende 1700 bis Anfang 1900. Sole aus Brunnen, die in Halitbetten (Kochsalz) im Salina-Schiefer bei Tully, New York, 15 Meilen südlich der Stadt, gebohrt wurden, wurde im 19. Jahrhundert entwickelt. Es ist das nordwärts fließende Salzwasser aus Tully, das die Salzquelle für die „salzigen Quellen“ am Ufer des Onondaga-Sees ist. Die rasante Entwicklung dieser Industrie im 18. und 19. Jahrhundert führte zu Syracuses Spitznamen „The Salt City“.

## 19. Jahrhundert

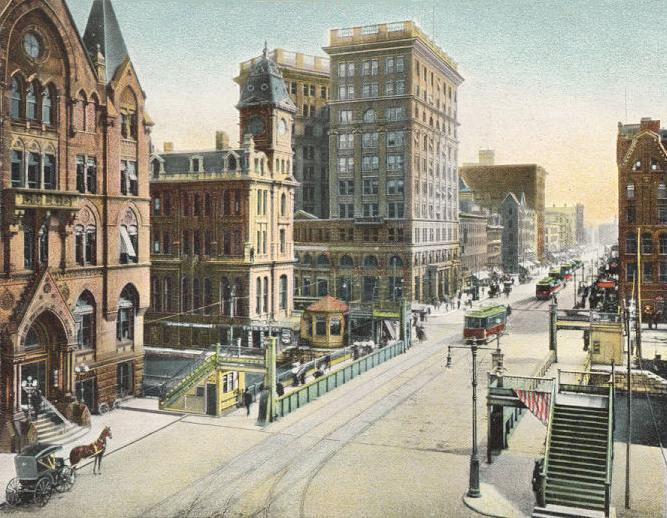
South Salina Street ca. 1905

Syracuse durchlief vor 1824 mehrere Namensänderungen, von Salt Point (1780), Webster’s Landing (1786), Bogardus Corners (1796), Milan (1809), South Salina (1812), Cossits’ Corners (1814) bis Corinth (1817). Die US-Post lehnte den Antrag für eine Poststelle namens Corinth ab und erklärte, dass es in New York bereits eine Poststelle mit diesem Namen gebe. Der Name Syracuse wurde nach Syrakus, Sizilien, gewählt, da es Ähnlichkeiten wie die Salzindustrie und ein Nachbardorf namens Salina gibt.
Im Jahre 1825 wurde das Dorf Syracuse offiziell gegründet. Fünf Jahre später wurde der Eriekanal, der durch das Dorf führte, fertig gestellt. Das Dorf Syracuse und das Dorf Salina wurden am 14. Dezember 1847 zur Stadt Syracuse zusammengefasst. Harvey Baldwin war der erste Bürgermeister der neuen Stadt.

### Frühe Industrie
Die Eröffnung des Eriekanals führte zu einem steilen Anstieg des Salzverkaufs. Zum einen trugen die niedrigen Transportkosten dazu bei, zum anderen stiegen viele New Yorker Farmen von der Weizenproduktion auf Schweinefleisch um. Nachdem das Pökeln von Schweinefleisch Salz erfordert, stieg auch der Bedarf an diesem Rohstoff deutlich. Bis 1900 kam der Großteil des in den Vereinigten Staaten verwendeten Salzes aus Syracuse. Mit zunehmender Salzproduktion wurde die Verarbeitung immer mechanisierter und die lokale Industrie immer allgemeiner. Die Bevölkerung wuchs von 250 im Jahr 1820 auf 22.271 im Jahr 1850.
Das erste Werk des Solvay-Konzerns in den Vereinigten Staaten (Solvay Process Company) wurde 1884 am Südostufer des Onondaga Sees errichtet. Das Dorf erhielt den Namen Solvay, New York, um an seinen Erfinder Ernest Solvay zu erinnern. 1861 entwickelte er das Ammoniak-Soda-Verfahren zur Herstellung von Soda (wasserfreies Natriumcarbonat – eine seltene Chemikalie namens Natrit, um dieses vom natürlichen bisher bekannten Natron zu unterscheiden). Für das Verfahren wurde Natriumchlorid (aus Solebrunnen, die im südlichen Ende des Tully-Tals gegraben wurden) und Kalkstein (als Quelle von Calciumcarbonat) verwendet. Diese Methode war eine Verbesserung gegenüber dem früheren Leblanc-Verfahren. Das Werk Syracuse Solvay war das Zentrum eines großen Chemie Komplexes und war im Besitz von Allied Signal in Syracuse. Diese Niederlassung machte den Onondaga See zum am stärksten verschmutzten See der Nation.
Seit der Entdeckung großer Vorkommen von Trona (natürliches Natriumcarbonat) im Jahr 1938 in der Nähe von Green River in Wyoming wurde der Solvay-Prozess unwirtschaftlich. Das Werk der Syracuse Solvay Process Company wurde 1985 dauerhaft geschlossen. Bis zum heutigen Tage es gibt keine solche Werke mehr in Nordamerika. Im Rest der Welt bleibt der Solvay-Prozess jedoch die Hauptquelle für Soda.
Die Schließung des Onondaga-Salzquellenreservats Anfang der 1900er Jahre und das Ende des Bergbaus von Sole im südlichen Teil des Tully Tals Ende der 1900er Jahre markierten das Ende des Salzabbaus in der Region Syracuse. Das Grundwasser, das entlang des südöstlichen Ufers des Onondaga Sees in Syracuse fließt, lässt immer noch salziges Wasser aus tausend Fuß Tiefe unterhalb des südlichen Tully Tals durch Schwerkraft fließen und speist Salzquellen um den See herum, wo der Salina-Schiefer keine Halitbetten enthält.

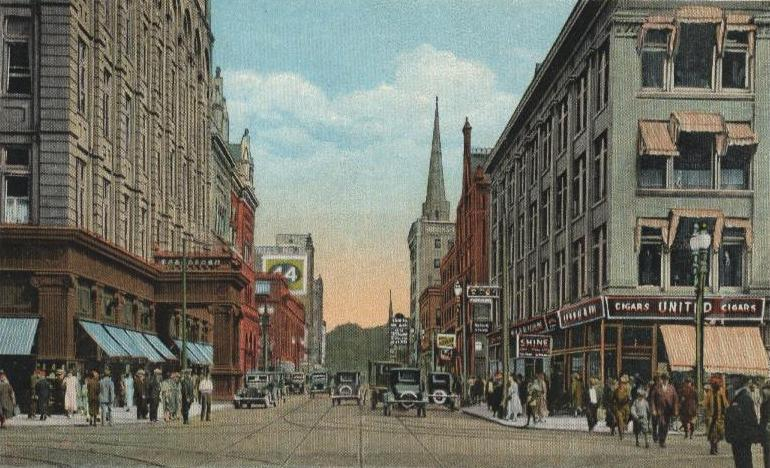
Fayette Street ca. 1920

### Abolitionismus und die Underground Railroad
Syracuse wurde zu einem aktiven Zentrum der abolitionistischen Bewegung, was zu einem Großteil auf den Einfluss von Gerrit Smith und einer mit ihm verbündeten Gruppe zurückzuführen war. Sie waren hauptsächlich mit der Unitarischen Kirche und ihrem Pastor (dem Pfarrer Samuel May) in Syracuse sowie mit Quäkern im nahen Skaneateles verbunden. Darüber hinaus wurden sie von zahlreichen anderen religiösen Kongregationen unterstützt. Syracuse war vor dem Bürgerkrieg aufgrund der Arbeit von Jermain Wesley Loguen und anderen, die sich gegen das Bundesgesetz wehrten, als "großes Zentraldepot " der sogenannten Underground Railroad (Netzwerk von Sklavereigegnern) bekannt. Am 1. Oktober 1851 wurde William Henry, ein befreiter Sklave, bekannt als "Jerry", unter dem Flüchtlingssklavengesetz (eng. Fugitive Slave Law) verhaftet. Die, anti-slavey Liberty Party, Syracuse Anti-Sklaverei-Freiheitspartei hielt deren Staatskongress in Syracuse ab. Als sich zu diesem Zeitpunkt die Nachricht der Verhaftung Jerrys verbreitete, brachen mehrere hundert Gegner (darunter Charles Augustus Wheaton) in das Stadtgefängnis ein ihn zu befreien. Das Ereignis wurde allgemein als "Jerry Rescue" bekannt. Infolgedessen musste der kongregationalistische Minister Samuel Ringgold Ward nach Kanada fliehen, um der Verfolgung wegen seiner Teilnahme an der Befreiung zu entkommen.

### Industrie und Bildung im späten 19. Jahrhundert
Die Salzindustrie verlor nach dem Bürgerkrieg an Bedeutung. An ihre Stelle trat eine neue verarbeitende Industrie. In den späten 1800er und frühen 1900er Jahren wurden zahlreiche Unternehmen und Geschäfte gegründet, darunter die Franklin Automobile Company (die den ersten luftgekühlten Motor der Welt herstellte), die Century Motor Vehicle Company und die Craftsman Workshops, das Zentrum des handgefertigten Möbelimperiums von Gustav Stickley.
Die Syracuse University wurde 1870 als methodistisch-bischöfliche Institution errichtet.
Die Medizinische Hochschule, das Geneva Medical College, wurde 1834 gegründet. Sie ist heute als Upstate Medical University bekannt und ist die renommierteste medizinische Hochschule im Raum Syracuse. Sie ist eine von nur vier im System der State University of New York und eine von nur fünf medizinischen Fakultäten im Norden des Staates New York City.

## 20. Jahrhundert

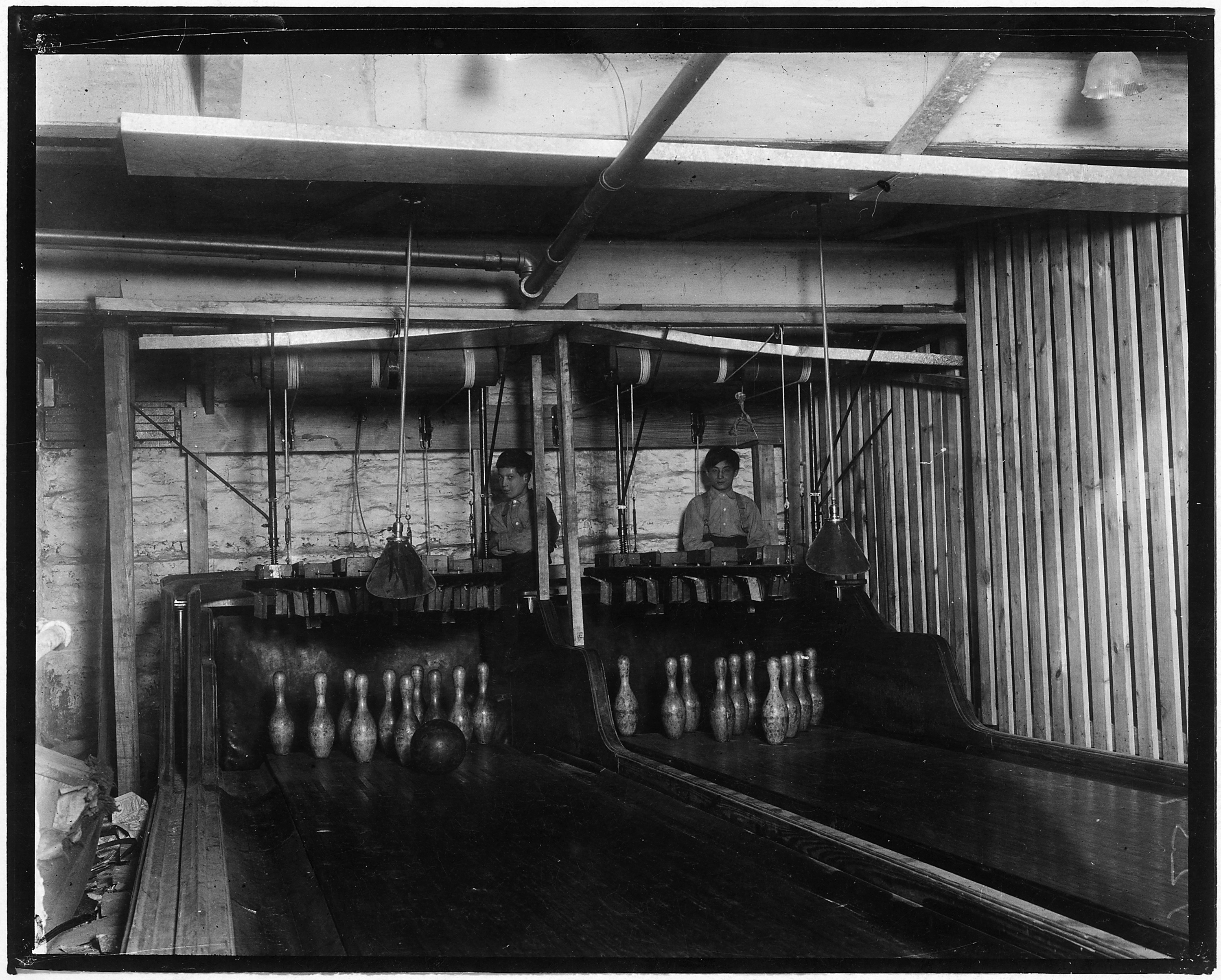
Kinder die in einer Kegelbahn in Syracuse arbeiten (1910). Foto von Lewis Hine.

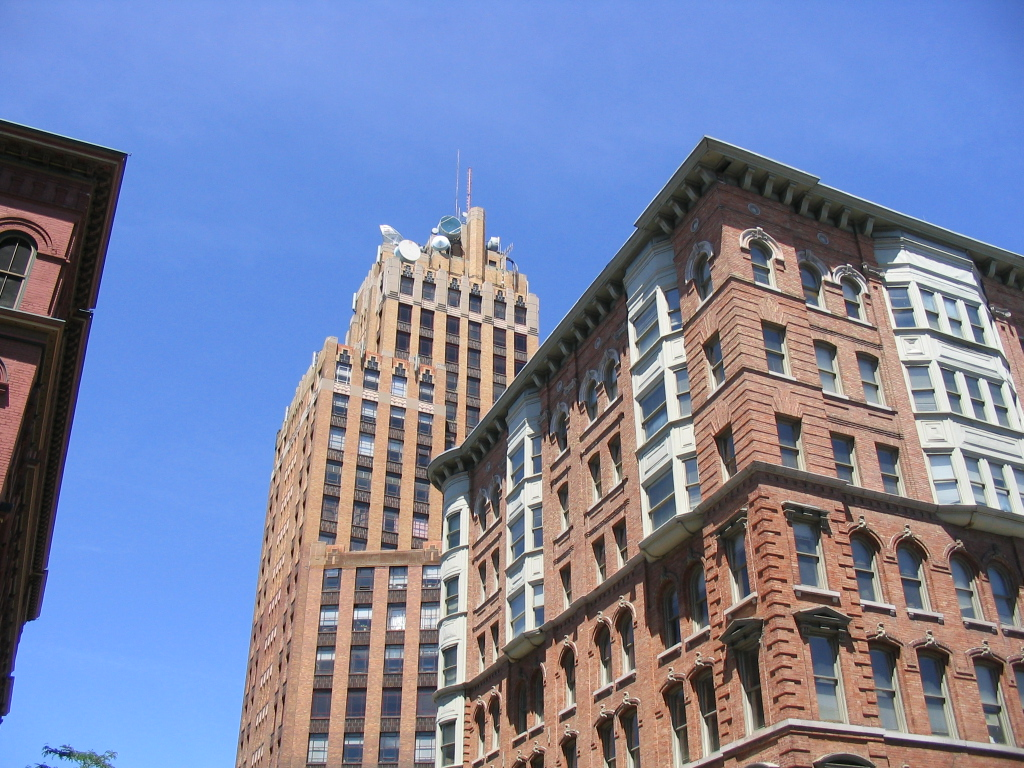
Das State Tower Building (hinten), fertiggestellt in 1928

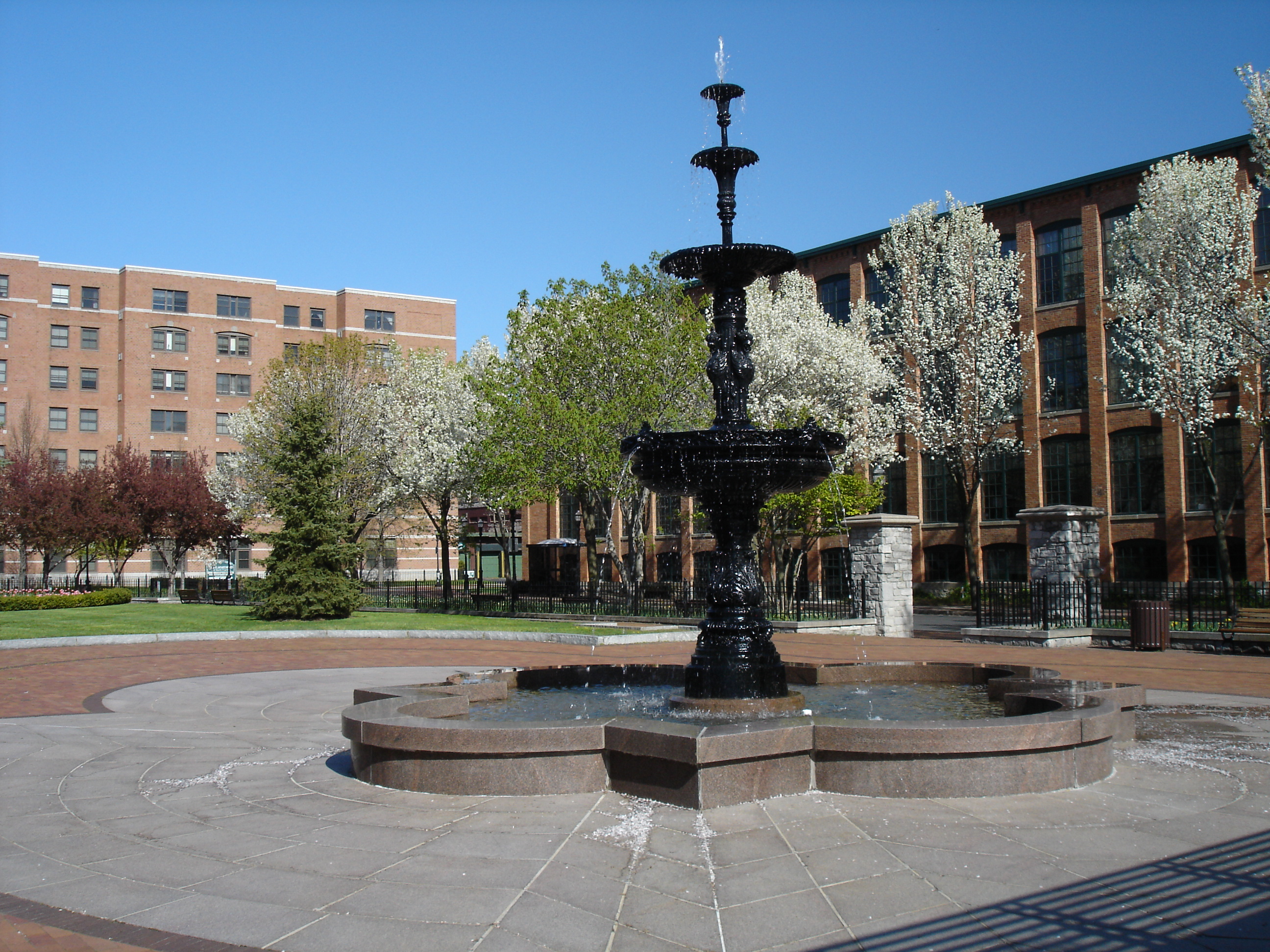
Syracuse wandelt aktiv ehemalige Industriegegenden in nutzbare Flächen um. Beispiel Franklin Square.

Im 20. Jahrhundert war die Syracuse University nicht mehr konfessionsgebunden und entwickelte sich im Laufe der Zeit zu einer großen Forschungseinrichtung. Sie ist national für College-Basketball, College-Football und College-Lacrosse bekannt. 1911 wurde unter der Leitung des Kurators der Syracuse University, Louis Marshall, das New York State College of Forestry in enger Zusammenarbeit mit der Syracuse University wieder aufgebaut. Seitdem hat es sich zur SUNY-ESF entwickelt. Das Le Moyne College wurde 1946 gegründet 1962 folgte das Onondaga Community College.
Der Zweite Weltkrieg löste eine erhebliche Expansion in den Bereichen Spezialstahl, Verbindungselemente und Sondermaschinenbau aus. Nach dem Krieg waren zwei der Big Three Automobilhersteller (General Motors und Chrysler) in der Region stark vertreten. Syracuse war Hauptsitz der Carrier Corporation und Crouse-Hinds Ampelfabrikation. General Electric hatte seine Hauptfernsehproduktion am Electronics Parkway.
Die Bevölkerung von Syracuse erreichte 1950 mit 221.000 Einwohnern ihren Höchststand. Damals zählte das Census Bureau einen Bevölkerungsanteil von 97,7 % Weißen und 2,1 % Afroamerikanern. Einwanderung aus dem Ausland brachte viele ethnische Gruppen in die Stadt, insbesondere Deutsche, Iren, Italiener und Polen. Zahlreiche Afroamerikaner zogen bereits während des Revolutionskrieges nach Syracuse. Zwischen 1940 und 1960 ließen sich dort viele der drei Millionen Afroamerikaner nieder, die aus dem Süden in nördliche Städte wanderten. In den 1980er Jahren verschlug es viele Einwanderer aus Afrika und Mittelamerika unter der Schirmherrschaft religiöser Wohltätigkeitsorganisationen nach Syracuse. Auch die Zuwanderung dieser neuen Bewohner von Syracuse konnte den Rückgang der Bevölkerung nicht minimieren. Viele zogen aus Mangel an Arbeitsplätzen in die Vororte, oder aus dem Staat weg. Die Einwohnerzahl der Stadt nimmt jedes Jahr kontinuierlich ab.
Nach dem Zweiten Weltkrieg änderte sich ein Großteil der Stadtstruktur. Auch der Abschluss des ersten Regierungswohnungsprojektes (Pioneer Homes) in den USA im Jahr 1941 konnte daran nichts ändern. Viele der denkmalgeschützten Gebäude der Stadt wurden in den 1950er und 1960er Jahren abgerissen. Obwohl einige Museen und Regierungsgebäude errichtet wurden, wurden viele große Flächen, die jahrzehntelang brach lagen durch das Stadterneuerungsprogramm des Bundes (en. federal Urban Renewal program) geräumt.
Die Fertigungsindustrie in Syracuse begann in den 1970er Jahren ins Stocken zu geraten. Viele kleine Unternehmen gingen in dieser Zeit bankrott, was zu einer bereits steigenden Arbeitslosenquote beitrug. Rockwell International verlegte seine Fabrik aus dem Staat, und General Electric verlagerte seine Fernsehproduktion zunächst nach Suffolk, Virginia, und später nach Singapur. Die Carrier Corporation verlegte ihren Hauptsitz aus Syracuse und lagerte die Produktion an asiatische Standorte aus. Obwohl die Stadtbevölkerung seit 1950 zurückgegangen ist, ist die Bevölkerung im Großraum Syracuse relativ stabil geblieben und ist seit 1970 sogar um 2,5 Prozent gewachsen. Diese Wachstumsrate ist zwar höher als in vielen anderen Regionen des Bundesstaates New York, liegt aber in diesem Zeitraum weit unter dem nationalen Durchschnitt.